# Finit verbum
Et finit verbum er en verbalform, der står som styrende verballed i sætningen. Det finitte verbum er således en finit form af et verbum. I de fleste syntetiske sprog vil det finitte verbum være bøjet i tid, modus, person og tal, men også imperativ er en finit form. Et finit verbum er sætningsdannende. 
I modsætning hertil står et infinit verbum, dvs. en infinit verbalform, der nemlig ikke er sætningsdannende, ikke kan stå alene.
I sætningen:
Jeg ønsker at spise en kage
er ønsker en finit verbalform, og at spise er en infinit verbalform.
En normal dansk sætning vil indeholde mindst ét finit verbum. En sætning som Ud derfra! vil derfor blive opfattet som ufuldstændig (idet man underforstår det finitte verbum kom).
Det finitte verbum er på dansk kendetegnet ved en særlig placering i sætningen, i en hovedsætning umiddelbart efter forfeltet og i en ledsætning efter subjektfeltet og det første adverbiefelt.
| Sprog | Spire Denne artikel om sprog er en spire som bør udbygges. Du er velkommen til at hjælpe Wikipedia ved at udvide den. |